# Mail on Sunday
Mail On Sunday debiutancka płyta rapera Flo Ridy pochodzącego z Florydy. 
Promujący album singel "Low" przez kilka tygodni okupował pierwsze miejsce listy "Billboardu", a także pierwszą pozycję w rankingu najpopularniejszych piosenek w iTunes.

## Lista utworów
1. American Superstar (feat. Lil Wayne)
2. Ack Like You Know
3. Elevator (Feat. Timbaland)
4. Roll (feat. Sean Kingston)
5. Low (Feat T-Pain)
6. Priceless (feat. Birdman)
7. Ms. Hangover
8. Still Missin
9. In The Ayer (feat. will.I.am)
10. Me & U
11. All My Life
12. Don't Know How To Act (feat. Yung Joc)
13. Freaky Deaky (feat. Trey Songz)
14. Money Right (feat. Rick Ross & Brisco)

## Single
- "Low" nagrany wspólnie z T-Painem jest pierwszym singlem z albumu. Utwór po trzech tygodnia znalazł się na pozycji szóstej, awansując z 64. miejsca. W ciągu jednego tygodnia sprzedawano 467,000 legalnych kopii, dzięki czemu magazyn Billboard przyznał singlowi tytuł najlepiej sprzedającego się w 2008 roku[9]. Piosenka przez siedem nieprzerwanych tygodni znajdowała na szczycie listy Billboard Hot 100. Oprócz Stanów Zjednoczonych singel znajdował się na miejscu pierwszym w Australii, Irlandii, Kanadzie i Nowej Zelandii. W sierpniu 2011 roku sprzedaż cyfrowa singla wyniosła 6,000,000 legalnych kopii[10].

- "Elevator" drugi singel z albumu, nagrany z udziałem Timbalanda. Utwór został wydany 12 lutego, zaś teledysk swoją premierę miał 19 lutego 2008 roku. Najwyższą pozycją piosenki w Kanadzie, Nowej Zelandii USA, była dziesiąta pozycja.

- "In the Ayer" został wydany 8 sierpnia jako trzeci singel z albumu. Utwór nagrany został z gościnnym udziałem will.i.am'a, który pojawił się też w teledysku Flo Ridy. W Stanach Zjednoczonych i Kanadzie pokrył się platyną.

## Notowania i certyfikacje

### Notowania
| Listy (2009)                           | Najwyższe pozycje |
| -------------------------------------- | ----------------- |
| Australia (ARIA Charts)                | 21                |
| Belgia (Ultratop Flandria)             | 39                |
| Francja (SNEP)                         | 129               |
| Irlandia (IRMA)                        | 57                |
| Kanada (Canadian Albums Chart)         | 4                 |
| Niemcy (Media Control Charts)          | 50                |
| Nowa Zelandia (RIANZ)                  | 14                |
| Szwajcaria (Schweizer Hitparade)       | 60                |
| Wielka Brytania (UK Albums Chart)      | 29                |
| Stany Zjednoczone (Billboard 200)      | 4                 |
| Stany Zjednoczone (Top Rap Albums)     | 2                 |
| Stany Zjednoczone (R&B/Hip-Hop Albums) | 3                 |

| Notowania (2008)                  | Pozycja |
| --------------------------------- | ------- |
| Stany Zjednoczone (Billboard 200) | 121     |

| Państwo         | Status      |
| --------------- | ----------- |
| Australia       | złota płyta |
| Kanada          | złota płyta |
| Wielka Brytania | złota płyta |